# مايكل ماركس (دراج)
مايكل ماركس (بالألمانية: Michael Marx) مواليد 7 فبراير 1960 في هامبورغ، هو دراج ألماني سابق. سبق أن شارك في دورة الألعاب الأولمبية الصيفية وفاز بميدالية أولمبية.

## روابط خارجية
- مايكل ماركس على موقع أرشيف الدراجات (الإنجليزية)
- مايكل ماركس على موقع أوليمبيديا (الإنجليزية)